# Vorhor, la vague verte
Vorhor, la vague verte est l'un des tableaux les plus célèbres de l'artiste français Georges Lacombe. Il se trouve actuellement au Musée d'Art d'Indianapolis en Indiana. Peint en 1896-1897, Lacombe a utilisé la détrempe à l'œuf pour réaliser cette toile. On peut noter une certaine ressemblance avec des estampes japonaises dans le format vertical et la perspective des  falaises du Vorhor.
Lacombe a trouvé ce rocher qui surplombe la mer au nord de Pont-Aven,  mais il semble avoir utilisé des teintes vives de turquoise, de mauve et d'or pour donner une impression plus spectaculaire. Il a également anthropomorphisé les rochers, et a transformé les vagues en motifs décoratifs semblables aux estampes japonaises. Le dos de la toile porte un monogramme d'atelier.